# C20H26N2O4
化学式C20H26N2O4（摩尔质量：358.43 g/mol）可以指：
- 罗那洛尔，CAS号：90895-85-5
- 伊托必利，CAS号：122898-67-3
- 比螺酮，CAS号：102908-59-8

|  | 这个同类索引页列出了具有相同分子式的化学物（即同分異構體）条目。 除非您是有意链接至本页，否则应将相应条目的内部链接指向正确的条目。 |